# مصطفى غدير
مصطفى عبد الكريم غدير ولد في مدينة ديرالزور (شرقي سورية)، وتوفي في دمشق، قضى حياته في سورية. تلقى تعليمه في مدارس دير الزور، ثم التحق بجامعة دمشق، فحصل على إجازة في اللغة العربية عام 1968، ثم نال شهادة الدبلوم عام 1969 م. اشتغل بالتدريس، فعمل في ثانوية دير الزور، ثم فصل من وظيفته بسبب انتمائه الحزبي. كان عضوًا في حزب سوري محظور. نشط مشاركًا في الصالونات والندوات الأدبية والسياسية.

## الإنتاج الشعري
- له ديوان مطبوع بعنوان: «مرافعة في الوطن المحتل» - مطبعة الفيصل - سورية 1985، وله قصيدة وردت ضمن دراسة عنه في مجلة: «منارة الفرات)، وله ديوان مخطوط بعنوان: «غضب الفرات العطشان».
شاعر مجدد نظم القصيدة العمودية، تدور معظم قصائده حول واقع الأمة العربية الإسلامية وتحريضها على النهوض الحضاري والديني، فشعره ذو نزعة إصلاحية،
غير أنه يعكس ذاتًا مؤججة المشاعر ونفسًا جياشة العواطف، تحتفى بالمعاني الوطنية مثل الاستشهاد والبطولة والحرية وغيرها، له مطولة بعنوان: «يا أخي» قسمها إلى دفقات شعورية، وجعل كل دفقة في خمسة أبيات على قافية واحدة، وله قصيدة من وحي نهر الفرات، تعكس حسًا يقظًا لمعاناة الإنسان على ضفتيه، لغته جزلة، تحتفي بالرمز، وبمستويات من التعبير المكثف حيث يمتزج الذاتي والموضوعي في تراكيب متينة ومعانٍ تتسم بالعمق والتدفق.